# Seznam slovenskih letalskih asov
Seznam slovenskih letalskih asov

## K
- Jurij Kraigher - Žore
- Josip Križaj

## P
- France Pirc
- Borivoj Pirc

## S
- Marij Semolič